# Jeffree Star
Jeffree Star (født Jeffrey Steininger, 15. november 1985) er en amerikansk model, modedesigner, makeupartist og singer-songwriter, DJ, og bosat i Hidden Hills, Californien.
Han startede sin musikkarriere på MySpace med over 25 millioner lyttede til hans udgivet musik.
Han er kendt for sin mode linje og hans ikke-normative og gender bender-udseende og personlighed, idet han kalder sig for "Queen of the Internet" og "CUNT: Queen Of the Beautifuls".

## Biografi
Jeffree Star blev født i Los Angeles. Hans far døde, da han var 6 år gammel, efterfølgende var han alene med sin sin mor, en model, der ofte gik på opgaver. Som barn begyndte Star at eksperimentere med sin mors makeup og overbeviste hende om at lade ham have det på i skole. Efter skolen flyttede han til Los Angeles, hvor han ekseprimenterede med makeup, modelbilleder, og lavede musik i ny og næ.